# Agraecia abbreviata
Agraecia abbreviata är en insektsart som beskrevs av Ludwig Redtenbacher 1891. Agraecia abbreviata ingår i släktet Agraecia och familjen vårtbitare. Inga underarter finns listade i Catalogue of Life.